# Oxted
Oxted ist eine Stadt und eine Verwaltungseinheit im District Tandridge in der Grafschaft Surrey, England. Oxted ist 39,2 km von Guildford entfernt. Im Jahr 2001 hatte sie 12.576 Einwohner. Oxted wurde 1086 im Domesday Book als Acstede erwähnt.

## Persönlichkeiten
- Michael Casement (* 1933), Ornithologe und Marineoffizier
- Keir Starmer (* 1962), Anwalt und Politiker